# ヴァンデルレイ・ルシェンブルゴ
ヴァンデルレイ・ルシェンブルゴ（Vanderlei Luxemburgo da Silva, 1952年5月10日 - ）は、ブラジル・リオデジャネイロ州ノヴァ・イグアス出身の元プロサッカー選手。サッカー指導者。現役時代のポジションはディフェンダー。

## 経歴
1983年から指導者として様々なブラジルのクラブを渡り歩き、5度のブラジル選手権優勝に導いている。
1998年からはブラジル代表を率いて翌1999年のコパ・アメリカで優勝を果たしたが、2002 FIFAワールドカップ・南米予選での不振が続き、自身の年齢詐称と脱税問題が発覚し、2000年のシドニーオリンピックを最後に解任された。
2004年12月30日、スペインのレアル・マドリードの監督に就任した。就任当時、レアル・マドリードは首位のFCバルセロナに勝点13差の5位に低迷していたが、2004-05シーズンは2位という成績で終えた。2005-06シーズンも引き続き指揮を執ったが、UEFAチャンピオンズリーグ 2005-06グループリーグ初戦のオリンピック・リヨン戦で0-3のスコアで敗れ、FCバルセロナとのエル・クラシコに0-3のスコアで敗れると、2005年12月4日に監督を解任された。再びサントスFCの監督に復帰した。
輝かしい実績の裏には在籍するチームや選手よりも目立ちたいあまりしばしばブラジルメディアから叩かれる。2002年、パルメイラスではブラジル選手権の前に大量の選手を放出させ10節で自らチームを離脱、その後、チームはセリエBと降格したことは、今でも批判される。2005年にはサントスとの契約終了をまたずレアル・マドリードへと行った事も問題とされた。さらに、ルシェンブルゴは彼を獲得するチームに必ず彼のスタッフ全員を連れて行くが、これを多くのチームは批判している。
2008年に古巣パルメイラスへと戻りサンパウロ州選手権で優勝。

## タイトル

### 選手
- カンピオナート・カリオカU-20: 1972, 1973
- カンピオナート・カリオカ: 1972, 1974, 1978
- トルネイロ・ド・ポヴォ: 1972
- タッサ・グアナバラ: 1972, 1973, 1978

### 代表
- カンヌジュニアトーナメント: 1973, 1974

### 監督
出典
リオ・ブランコ-ES
- カンピオナート・カピシャーバ: 1983

ブラガンチーノ
- カンピオナート・ブラジレイロ・セリエB: 1989
- カンピオナート・パウリスタ: 1990

フラメンゴ
- カンピオナート・カリオカ: 2011
- タッサ・グアナバラ: 1995, 2011
- タッサ・リオ: 2011
- コパ・リオ: 1991

パルメイラス
- トルネイオ・リオ=サンパウロ: 1993
- カンピオナート・パウリスタ: 1993, 1994, 1996, 2008
- カンピオナート・ブラジレイロ・セリエA: 1993, 1994
- コパ・ユーロ=アメリカ: 1996

サントス
- トルネイオ・リオ=サンパウロ: 1997
- カンピオナート・ブラジレイロ・セリエA: 2004
- カンピオナート・パウリスタ: 2006, 2007

コリンチャンス
- カンピオナート・ブラジレイロ・セリエA: 1998
- カンピオナート・パウリスタ: 2001

クルゼイロ
- カンピオナート・ミネイロ: 2003
- コパ・ド・ブラジル: 2003
- カンピオナート・ブラジレイロ・セリエA: 2003

アトレチコ・ミネイロ
- カンピオナート・ミネイロ: 2010

ブラジル代表
- コパ・アメリカ: 1999
- CONMEBOL男子プレ・オリンピック・トーナメント: 2000

### 個人
- トロフェオ・グロボ・ミナス最優秀監督: 2010
- カンピオナート・カリオカ最優秀監督: 2011